# Афрички народни савез Зимбабвеа
Афрички народни савез Зимбабвеа (енгл. Zimbabwe African People's Union, ZAPU) је била герилска организација која се борила против владе Ијана Смита у Родезији од 1961. до 1979. године. Након тога се борила против ЗАНУ-а од 1980. до 1987. када су се двије партије ујединиле.
Рад странке је обновљен 2008. године, а за лидера је изабран Думисо Дабенгва.
ЗАПУ је основан 17. децембра 1961. године. Председник партије био је Џошуа Нкомо. Расистичка белачка влада Родезије забранила је легално деловање партије 1962. године, након чега су се њени чланови упустили у герилски рат против ње.
ЗАПУ је имала своју милитантну оргаизацију, која се звала Народна револуционарна војска Зимбабвеа (ЗИПРА), чији је командант био Лукаут Масуку.
Године 1963, из ЗАПУ се издвојила грпа незадовољника, који су основали соипствену органуизацију, Афрички национални савез Зимбабвеа (ЗАНУ). Главни финансијер ЗАПУ-а био је Совјетски Савез, због чега је ЗАПУ вршио пропаганду првенствено међу урбаним становништвом. ЗАНУ је примао помоћ од Кине и мобилисао људе из руралних крајева земље.
Пошто је влада Ијана Смита 1979. окончала власт беле мањине, проглашена је Република Зимбабве. На изборима 1980. године победио је ЗАНУ. Нкомо се није помирио с поразом, него је наставио борбу против владе у Харареу. Неко време је био укључен у Мугабеову владу, али се од 1983. поновно одметнуо.
Мир између двије партије коначно је уговорен 1987. године њиховим спајањем у Афрички национални савез Зимбабвеа — Патриотски фронт.